# Montanbahn
Eine Montanbahn ist eine Eisenbahn für den Güter- und Personenverkehr in der Montanindustrie. Hierunter fallen: 
- Grubenbahnen, Sandbahnen und Grubenanschlussbahnen im Bergbau, insbesondere Kohlenbahnen
- Werks- oder Feldbahn in den angeschlossenen verarbeitenden Industrien, insbesondere der Eisen- und Stahlindustrie.

Normalerweise handelt es sich bei Montanbahnen um Privatbahnen. Seltener werden staatliche/öffentliche Güterbahnstrecken, die schwerpunktmäßig dem Transport zwischen Bergwerken und Weiterverarbeitung dienen, als Montanbahn bezeichnet.